# Sofronya
Sofronya (románul Șofronea) falu Romániában, Arad megyében.

## Fekvése
Az Alföldön, Aradtól 11 km-re északra fekszik. Érinti a Budapest–Szolnok–Békéscsaba–Lőkösháza–Arad-vasútvonal.

## Története
1446-ban Keeth Sopron néven említették, a középkorban ugyanis két egymás mellett fekvő Sopron nevű falu is állt itt, melyeket 1596-ban a tatárok pusztítottak el. Területe a trianoni békeszerződésig Arad vármegye Aradi járásához tartozott. A mai Sofronyát már a román uralom alatt telepítették.
1992-ben a hozzá tartozó Szentpál faluval együtt 2551 lakosából 1476 román, 1055 magyar, 12 német és 7 cigány volt.

## Nevezetességei
- Purgly-kastély, nagy parkkal, ahol egy termálfürdő is működik (30 °C-os vízzel).

## Nevezetes személyek
- Itt született 1870. június 29-én báró Urbán Péter politikus, csanádi főispán.
- Itt született 1881. június 10-én Purgly Magdolna kormányzóné, Horthy Miklós felesége.

## Testvértelepülése
- Kunágota, Magyarország